# Dițești, Prahova
Dițești este un sat în comuna Filipeștii de Pădure din județul Prahova, Muntenia, România.

## Personalități
- Maria Mihăescu (cunoscută ca Mița Biciclista) (1885-1968) - prima femeie din România care a mers pe bicicletă.[necesită citare]